# Bistum Senigallia
Das in Italien gelegene Bistum Senigallia (lateinisch Dioecesis Senogalliensis, italienisch Diocesi di Senigallia) mit Sitz in der Stadt Senigallia wurde im 6. Jahrhundert begründet und gehört der Kirchenprovinz Ancona-Osimo an.

## Einzelnachweise

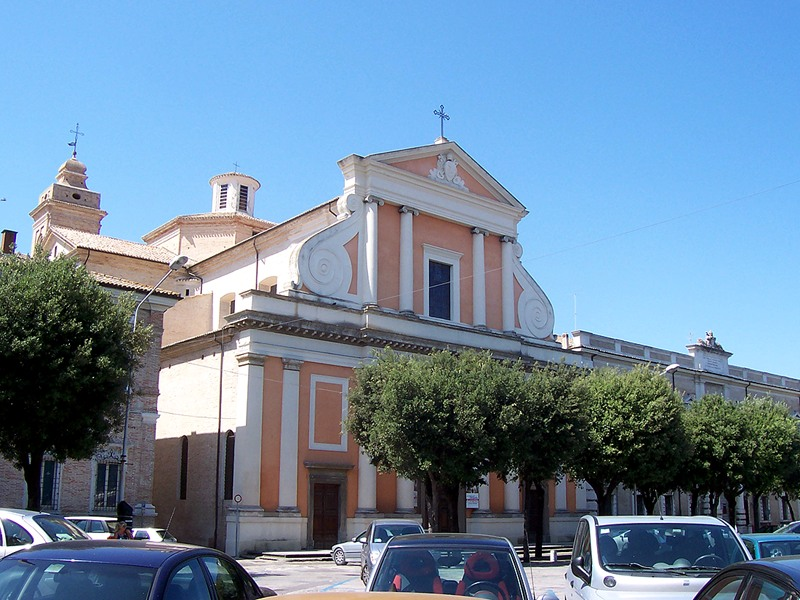
Kathedrale in Senigallia